# Statuenmenhir vom Lac de la Raviège

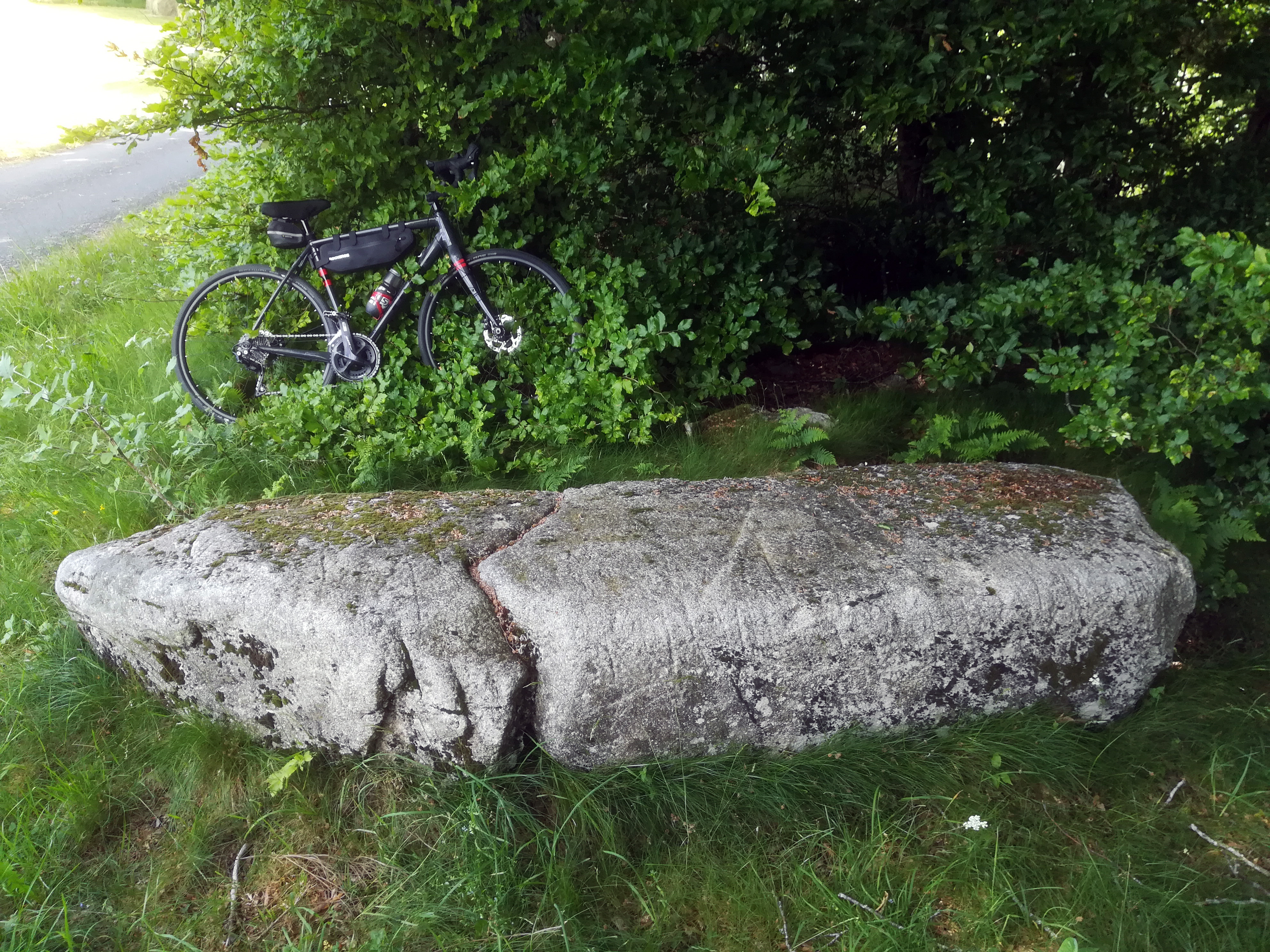

Der Statuenmenhir vom Lac de la Raviège (auch Statue-menhir des Jouclas genannt) wurde 1987 bei Niedrigwasser von einem Spaziergänger im Stausee Barrage de la Raviège, auf dem Gebiet von La Salvetat-sur-Agout an der Grenze zwischen den Départements Hérault und Tarn im Haut-Languedoc gefunden. Der über zwei Meter lange, über einen Meter breite und 1,5 Tonnen schwere Statuenmenhir lag mit der Gravur nach unten.

## Beschreibung
Der gut erhaltene Statuenmenhir befindet sich in La Salvetat-sur-Agout, wo man versucht seine Geschichte zu rekonstruieren. Überraschend war, dass er der erste männliche Menhir mit einer Munddarstellung ist. Die Statuenmenhire der Rouergat-Gruppe galten bisher als Gottheiten, die keinen Mund haben. Das Gesicht ist ähnlich dem des weiblichen Statuenmenhirs von „Jasse du Terral 2“, der 40 km entfernt entdeckt wurde. Der Sandstein-Statuenmenhir von Jouveyrac in Martrin ist einer von bisher nur dreien, die einen Mund aufweisen.
Im Gard und Herault sind etwa 40 Statuenmenhire bekannt. Sie sind weniger auffällig als die kunstvollen Statuenmenhire von Rouergue und werden in die Jungstein- und Kupferzeit datiert. Ein auf dem Pic du Montalet in der Nähe von Lacaune in Tarn gefundener Statuenmenhir konnte anhand der Holzkohle in der Basis auf 2700 v. Chr. datiert werden. Das Muséum d’histoire naturelle in Nîmes präsentiert die schönsten Stücke.
Die Statuenmenhire de la Gruasse 1 – 3 befinden sich in der Nähe.